# Sirioba hiemalis
Sirioba hiemalis är en fjärilsart som beskrevs av Nikolai Nikolaievich Filipjev 1949. Sirioba hiemalis ingår i släktet Sirioba och familjen nattflyn. Inga underarter finns listade i Catalogue of Life.